# Błagun
Błagun (bułg. Благун) – wieś w Bułgarii, w obwodzie Kyrdżali, w gminie Krumowgrad. W 2023 roku liczyła 45 mieszkańców.